# Гончаров, Владимир Александрович
Влади́мир Алекса́ндрович Гончаро́в (род. 4 мая 1977 года, Сосновый Бор, Ленинградская область) — российский стрелок, специализирующийся в стрельбе из пистолета. Призёр чемпионатов мира и Европы, участник двух Олимпиад.

## Карьера
Владимир Гончаров родился в 1977 году в Ленинградской области. Заниматься стрельбой начал в 1990 году в тринадцатилетнем возрасте.
На юниорском уровне успешно выступал на чемпионатах Европы, завоевав пять медалей этих первенств (из которых три — золотые).
В 1999 году на предолимпийском этапе Кубка мира в Сиднее выполнил олимпийский квалификационный норматив и отобрался на первые в карьере Игры. На Олимпиаде 2000 года Гончаров выступил в двух видах программы. В стрельбе из пневматического пистолета остановился в шаге от преодоления квалификации, заняв 9-е место (от финала его отделили два точных выстрела). В стрельбе из стандартного пистолета успешно преодолел квалификацию (с пятым результатом) и на протяжении всего финального раунда претендовал на медали, однако в девятой серии он допустил неудачный выстрел в 7,3 и опустился на четвёртое место с отставанием всего в 0,3 от третьего места.
В 2002 году завоевал бронзовую медаль чемпионата мира в стрельбе из стандартного пистолета, а через четыре года добыл такую же медаль, но в упражнении с пневматическим пистолетом. Третью бронзу мировых первенств завоевал в 2014 году на мировом первенстве в испанской Гранаде.
В 2016 году после шестнадцатилетнего перерыва вошёл в состав олимпийской сборной России на Игры в Рио-де-Жанейро. Как и в Сиднее выступал в двух видах стрелковой программы. В стрельбе из пневматического пистолета Владимир Гончаров преодолел квалификацию, но в финальном раунде выступил не слишком удачно, лишь четырежды из десяти выстрелов попав в «десятку» и занял итоговое седьмое место. В стрельбе из малокалиберного пистолета также квалифицировался в финал, где занял шестое место.